# 市井由理
市井 由理（いちい ゆり、1972年12月20日 - ）は、日本の元歌手、アイドル。女性アイドルグループ・東京パフォーマンスドール（TPD）のフロントメンバー。ヒップホップユニット・EAST END×YURIのラップ・ボーカル。東京都出身。

## 略歴・人物
高校在学中に『週刊ヤングジャンプ』に掲載された。
1989年、乙女塾1期生として『パラダイスGoGo!!』（フジテレビ）に出演。
1990年6月23日、東京パフォーマンスドール（TPD）が原宿ルイードで行った4回目のライブに木伏夏子と共に無料見学に訪れる。当時のTPDはメディアには一切露出せず、口コミに頼った集客を行っていたが、4回目の観客は8人しか居らず、過去4回連続での客入りの悪さにはスタッフも無口になるような状況であった。
1990年7月、東京パフォーマンスドール（TPD）のメンバーとしてデビュー。TPDではフロントメンバーとして活動していたほか、グループ内ユニット「ViVA!」としても活動した。
1992年7月8日、東京パフォーマンスドールのスピンオフ企画としてのソロ活動で、ラップパートを含む『おちゃめなジュリエット』を発表した。曲調はヒップホップではないが、市井由理としては本作が初のラップ曲となり、同時に女性ラッパーの先駆けにもなった。
1994年9月、東京パフォーマンスドールを卒業。同年12月に公開された映画『愛の新世界』で演技に挑戦、作中では格闘シーンも演じた。
TPD卒業前からEAST END×YURIのメンバーとして活動を開始。1994年8月にリリースした1stシングル「DA.YO.NE」は日本のヒップホップ曲で初となるミリオンセラーを記録した。同曲で1995年の『第46回NHK紅白歌合戦』に出場。1995年2月リリースの2ndシングル「MAICCA〜まいっか」もミリオンセラーを達成。
1996年に2ndソロ・アルバム『JOYHOLIC』リリース。帯には「小泉今日子、ヒックスヴィル、かせきさいだぁ、ASA-CHANG参加によるソロ・アルバム。」と記されている。
1997年にロンドンでレコーディングされたNatural Calamityプロデュースのミニ・アルバム「furniture」をリリース。同作品を以て、表立った宣言をせずにアーティスト活動を終了。その後、イギリス・ロンドンにて語学留学。
帰国後の1999年にファッションデザイナーおよびクラブDJのNIGOと結婚したが、2002年に離婚した。現在は再婚しており、娘がいる。
2017年8月30日にリリースされたMAGiC BOYZの1stアルバム『第一次成長期 〜Baby to Boy〜』に1曲参加することが決定。MAGiC BOYZのメンバーから「ヒップホップのレジェンドから学びたい」と熱烈なオファーを受け、「自分がデビューした頃と同じ年代の子たちで、私にできることがあれば」と応じ実現。約20年の時を経て、スポット的にではあるが音楽活動を再開、公の場であるMAGiC BOYZのライブにも参加し、当時と変わらぬ歌声を披露した。
2024年2月3日に行われるGAKU-MCのライブにゲスト出演、また同年4月3日には1996年にリリースした小泉今日子作詞、朝本浩文プロデュースのソロシングル『恋がしたかった』がアナログ盤としてリリース、11月13日には2ndソロアルバム『JOYHOLIC』が2枚組アナログ盤・およびCD再発盤（リマスター盤・Blu-spac CD2仕様）の2形態でリリースされた。
人物
三人兄妹の末っ子で、上には兄と姉がいる。スヌーピーグッズのコレクターでもある。大のプロレス好きでもあり、プロレスラーになるため履歴書を2回、全日本女子プロレスに送った事もある。

## 出演

### テレビ番組
- パラダイスGoGo!!（1989年、フジテレビ）
- CYBER MEME（サイバーミーム）（1991年 - 1992年、TVK）
- HYU2（ヒューヒュー）（1992年 - 1993年、日本テレビ）
- 摩訶不思議 ダウンタウンの…!?（1993年、ABC）
- VIDEO JAM（テレビ朝日）
- ノンストップ!（2017年8月24日、フジテレビ）

### NHK紅白歌合戦出場歴
| 年度   | 放送回 | 回 | 曲目     | 備考                            |
| ------ | ------ | -- | -------- | ------------------------------- |
| 1995年 | 第46回 | 初 | DA.YO.NE | EAST END×YURIとして白組で出場。 |

### テレビドラマ
- TOKYO23区の女 第18回「新宿区の女」（1996年8月2日、フジテレビ）

### 映画
- 愛の新世界（1994年、G・カンパニー・東亜興行）- セイラ 役

### ラジオ
- 東京パフォーマンスドールのprom night（1993年、OBC）※東京パフォーマンスドール
- ブンブン・MoMoJiRiキッズ（1993年、OBC）※東京パフォーマンスドール
- オールナイトニッポン 火曜2部（1995年4月11日 - 1996年10月1日、ニッポン放送）※EAST END×YURI
- KeiZiroのぬばたまZぷち（2024年1月17日、FM PiPi）電話ゲスト

### CM
- メガネスーパー（1991年 - 1992年）※東京パフォーマンスドール
- 江崎グリコ「プリッツ」（1992年 - 1993年）※東京パフォーマンスドール
- 不二家「LOOKチョコレート」（1993年）※東京パフォーマンスドール
- エフティ資生堂「ティセラ」（1995年）※EAST END×YURI
- 三菱自動車「パジェロジュニア」（1995年）※EAST END×YURI
- アサヒ飲料「さわやかぶどう」（1995年）※EAST END×YURI
- ソニー・インタラクティブエンタテインメント「PlayStation」（1997年）

## ディスコグラフィ

### シングル
| 発売日         | タイトル               | 収録曲 | 規格品番  | 備考                               |
| -------------- | ---------------------- | --- | --------- | ---------------------------------- |
| 1991年2月21日  | 恋して女みがいて       | 1. 恋して女みがいて 2. ビバ!ケ・セラ・セラ | ESDB-3192 | 8cmCD                              |
| 1992年7月8日   | おちゃめなジュリエット | 1. おちゃめなジュリエット（東京パフォーマンスドール featuring 市井由理） 2. ロマンティックに背伸びして（東京パフォーマンスドール featuring 八木田麻衣） | ESDB-3316 | 8cmCD 正式なソロ・シングルではない |
| 1994年2月2日   | Rainbow Skip           | 1. Rainbow Skip 2. さよならの秘密 | ESDB-3452 | 8cmCD                              |
| 1996年7月21日  | 恋がしたかった         | 1. 恋がしたかった 2. 雲のように 3. 恋がしたかった（Backing Track）                                                                                      | ESDB-3695 | 8cmCD                              |
| 1997年11月21日 | furniture              | 1. Bean Bear 2. Pity Game 3. 風吹く町で 4. 秘密の場所                                                                                                   | ESCB-1855 | マキシシングル 初回デジパック仕様  |

### アルバム
| 発売日        | タイトル                         | 収録曲 | 規格品番                                   |
| ------------- | -------------------------------- | --- | ------------------------------------------ |
| 1993年1月15日 | YURI from Tokyo Performance Doll | 1. VIVA! ケ・セラ・セラ（LATIN MIX） 2. おちゃめなジュリエット（ROCK'N ROLL PARTY MIX） 3. カチンときちゃう（TEA PARTY MIX） 4. 悲しきBOY 5. 通り過ぎた風 6. 恋して女みがいて 7. レモンのKiss 8. イチゴの片想い（STRAWBERRY SHAKE MIX） 9. Oh!Manbo 10. VIVA! ケ・セラ・セラ（MEGA VIVA MIX）                                                                   | ESCB-1386                                  |
| 1996年8月21日 | JOYHOLIC                         | 1. ピクニック・ラブ 2. 恋がしたかった 3. サイダービーチは柑橘系 4. タイムマシン・ブレイカー 5. さよならの秘密 6. レインボー・スキップ （joyholic mix） 7. そして甘いキッス -Then He Kissed Me- 8. 双子の恋人 9. 素敵なベイビー 10. 雲のように 11. 優しいトーン 12. 眠れない夜に 13. 恋がしたかった （BOOM BAP 1200 REMIX） 14. さよならの秘密 （WILD WEST DUB） | ESCB-1780 （初回盤のみスリーブケース付属） |